# جيف تيت (مغني)
جيف تيت (بالإنجليزية: Geoff Tate)‏ هو مغني أمريكي، ولد في 14 يناير 1959 في شتوتغارت في ألمانيا.

## وصلات خارجية
- الموقع الرسمي
- جيف تيت على موقع IMDb (الإنجليزية)
- جيف تيت على موقع روتن توميتوز (الإنجليزية)
- جيف تيت على موقع ميوزك برينز (الإنجليزية)
- جيف تيت على موقع ديسكوغز (الإنجليزية)